# Stalkya muscicola
Stalkya muscicola är en orkidéart som först beskrevs av Leslie Andrew Garay och Galfrid Clement Keyworth Dunsterville, och fick sitt nu gällande namn av Leslie Andrew Garay. Stalkya muscicola ingår i släktet Stalkya och familjen orkidéer. Inga underarter finns listade i Catalogue of Life.